# 奥林匹克运动会女子体操奖牌得主列表
奥林匹克运动会女子体操奖牌得主列表列出在奥林匹克运动会体操比赛女子项目中获得奖牌的运动员。
競技體操的強權為俄羅斯、美國、羅馬尼亞，獎牌多數由三國包辦；中國則為近年的後起之秀，穩定自強權中搶下獎牌。
藝術體操的強權呈現以俄羅斯獨霸，白俄羅斯、烏克蘭、保加利亞等多強的格局，至今除1984年首屆賽事外，歷屆賽事各項目至少2面獎牌由該四國獲得；尤其俄羅斯自2000年奧運後，連續五屆囊括個人及團體所有金牌。藝術體操比賽直至2020年東京奧運，才誕生個人項目自1984年洛杉磯奧運36年以來，首位非上述四國的金牌得主（以色列）。

## 竞技体操

### 现举办项目

#### 个人全能
| 届数            | 金牌                                    | 银牌                                                            | 铜牌                                                                      |
| 1952 赫尔辛基   | Maria Gorokhovskaya · 苏联（URS）       | 尼娜·博恰罗娃 · 苏联（URS）                                     | 科龙迪·毛尔吉特 · 匈牙利（HUN）                                           |
| 1956 墨尔本     | 拉里莎·拉特尼娜 · 苏联（URS）           | 凯莱蒂·阿格奈什 · 匈牙利（HUN）                                 | 索菲亚·穆拉托娃 · 苏联（URS）                                             |
| 1960 罗马       | 拉里莎·拉特尼娜 · 苏联（URS）           | 索菲亚·穆拉托娃 · 苏联（URS）                                   | Polina Astakhova · 苏联（URS）                                            |
| 1964 东京       | 薇拉·恰斯拉夫斯卡 · 捷克斯洛伐克（TCH） | 拉里莎·拉特尼娜 · 苏联（URS）                                   | Polina Astakhova · 苏联（URS）                                            |
| 1968 墨西哥城   | 薇拉·恰斯拉夫斯卡 · 捷克斯洛伐克（TCH） | Zinaida Voronina · 苏联（URS）                                  | Natalia Kuchinskaya · 苏联（URS）                                         |
| 1972 慕尼黑     | Ludmilla Tourischeva · 苏联（URS）      | 卡琳·扬茨 · 东德（GDR）                                         | Tamara Lazakovich · 苏联（URS）                                           |
| 1976 蒙特利尔   | 纳迪娅·科马内奇 · 罗马尼亚（ROU）       | 涅丽·金 · 苏联（URS）                                           | Ludmilla Tourischeva · 苏联（URS）                                        |
| 1980 莫斯科     | Yelena Davydova · 苏联（URS）           | 纳迪娅·科马内奇 · 罗马尼亚（ROU） · 玛克西·格瑙克 · 东德（GDR） | 未颁发                                                                    |
| 1984 洛杉矶     | 瑪莉·盧·雷頓 · 美国（USA）              | 埃卡特琳娜·绍博 · 罗马尼亚（ROU）                               | 西蒙娜·珀乌克 · 罗马尼亚（ROU）                                           |
| 1988 汉城       | Yelena Shushunova · 苏联（URS）         | 達妮艾拉·西莉華絲 · 罗马尼亚（ROU）                             | 斯维特兰娜·博金斯卡娅 · 苏联（URS）                                       |
| 1992 巴塞罗那   | 塔季扬娜·古楚 · 独联体（EUN）           | Shannon Miller · 美国（USA）                                    | 拉维尼娅·米洛绍维奇 · 罗马尼亚（ROU）                                     |
| 1996 亚特兰大   | 莉莉婭·波德科帕耶娃 · 乌克兰（UKR）     | 吉娜·戈吉安 · 罗马尼亚（ROU）                                   | 西蒙娜·阿默纳尔 · 罗马尼亚（ROU） · 拉维尼娅·米洛绍维奇 · 罗马尼亚（ROU） |
| 2000 悉尼       | 西蒙娜·阿默纳尔 · 罗马尼亚（ROU）       | 玛丽亚·奥拉鲁 · 罗马尼亚（ROU）                                 | 刘璇 · 中国（CHN）                                                        |
| 2004 雅典       | 卡莱·帕特森 · 美国（USA）               | 斯维特兰娜·霍尔金娜 · 俄罗斯（RUS）                             | 张楠 · 中国（CHN）                                                        |
| 2008 北京       | 娜斯佳·柳金 · 美国（USA）               | 肖恩·約翰遜 · 美国（USA）                                       | 杨伊琳 · 中国（CHN）                                                      |
| 2012 伦敦       | 加布丽埃勒·道格拉斯 · 美国（USA）       | 維多利亞·科莫娃 · 俄罗斯（RUS）                                 | 阿莉娅·穆斯塔芬娜 · 俄罗斯（RUS）                                         |
| 2016 里约热内卢 | 西蒙·拜爾斯 · 美国（USA）               | 亚历山德拉·莱斯曼 · 美国（USA）                                 | 阿莉娅·穆斯塔芬娜 · 俄罗斯（RUS）                                         |
| 2020 东京       | 苏妮萨·李 · 美国（USA）                 | 麗貝卡·安得拉迪 · 巴西（BRA）                                   | 安格林娜·梅利尼科娃 · 俄罗斯奥林匹克委员会（ROC）                         |
| 2024 巴黎       | 西蒙·拜爾斯 · 美国（USA）               | 麗貝卡·安得拉迪 · 巴西（BRA）                                   | 苏妮萨·李 · 美国（USA）                                                   |

#### 团体全能
| 届数            | 金牌 | 银牌 | 铜牌 |
| 1928 阿姆斯特丹 | 荷兰（NED） · Estella Agsteribbe · Jacomina van den Berg · Alida van den Bos · Petronella Burgerhof · Elka de Levie · Helena Nordheim · Ans Polak · Petronella van Randwijk · Hendrika van Rumt · Jud Simons · Jacoba Stelma · Anna van der Vegt | 意大利（ITA） · 比安卡·安布罗塞蒂 · 拉维尼娅·贾诺尼 · 路易吉娜·贾沃蒂 · 维尔吉尼娅·乔治 · 杰尔马娜·马拉巴尔巴 · 克拉拉·馬蘭戈尼 · 路易吉娜·佩尔韦西 · 黛安娜·皮扎维尼 · 路易莎·坦齐尼 · 卡罗琳娜·特龙科尼 · 伊内斯·韦尔切西 · 丽塔·维塔迪尼 | 英国（GBR） · 安妮·布罗德本特 · 露西·德斯蒙德 · 玛格丽特·哈特利 · 埃米·贾格尔 · 伊莎贝尔·贾德 · 杰茜·凯特 · 玛乔丽·莫尔曼 · 伊迪丝·皮克尔斯 · 埃塞尔·西摩 · 埃达·史密斯 · 希尔达·史密斯 · 多丽丝·伍兹 |
| 1936 柏林       | 德国（GER） · 阿妮塔·贝尔维特 · 埃尔娜·比尔格 · 伊索尔德·弗勒利安 · 弗丽德尔·伊比 · 特鲁迪·迈尔 · 葆拉·珀尔森 · 尤丽叶·施米特 · 克特·佐内曼 | 捷克斯洛伐克（TCH） · 雅罗斯拉娃·巴耶罗娃 · 弗拉斯塔·杰坎诺娃 · 博任娜·多贝绍娃 · 弗拉斯塔·福尔托娃 · 安娜·赫热布日诺娃 · Matylda Pálfyová · 兹登卡·韦日米若夫斯卡 · 玛丽·维特罗夫斯卡                                                      | 匈牙利（HUN） · 奇利克·毛尔吉特 · 考洛乔伊·毛尔吉特 · 毛道里·伊隆瑙 · 梅萨罗什·高布里艾洛 · 纳吉·毛尔吉特 · 特勒什·欧尔高 · 托特·尤迪特 · 福伊特·埃斯特                                               |
| 1948 伦敦       | 捷克斯洛伐克（TCH） · 兹登卡·洪索娃 · 玛丽·科瓦若娃 · 米洛斯拉娃·米萨科娃 · 米莱娜·米莱罗娃 · 薇拉·鲁日奇科娃 · 奥尔加·希尔汉诺娃 · 博任娜·斯尔恩佐娃 · 兹登卡·韦日米若夫斯卡                                                                    | 匈牙利（HUN） · 鲍拉日·伊丽莎白 · 考尔契奇·伊伦 · 费赫尔·翁瑙 · 克泰莱什·伊丽莎白 · 陶什·欧尔高 · 纳吉·毛尔吉特 · 瓦沙尔海伊·埃迪特 · 克维·玛丽尧                                                                                           | 美国（USA） · Ladislava Bakanic · Marian Barone · Dorothy Dalton · Meta Elste · Consetta Lenz · Helen Schifano · Clara Schroth · Anita Simonis                                                        |
| 1952 赫尔辛基   | 苏联（URS） · 尼娜·博恰罗娃 · Pelageya Danilova · Maria Gorokhovskaya · Medea Jugeli · Ekaterina Kalinchuk · Galina Minaicheva · Galina Shamrai · Galina Urbanovich                                                                              | 匈牙利（HUN） · 博多·翁德赖奥 · 考尔契奇·伊伦 · 克泰莱什·伊丽莎白 · 凯莱蒂·阿格奈什 · 科龙迪·毛尔吉特 · 瓦沙尔海伊·埃迪特 · 陶什·欧尔高 · 克维·玛丽尧                                                                                       | 捷克斯洛伐克（TCH） · 哈娜·博布科娃 · 阿莱娜·哈迪莫娃 · 亚娜·拉巴索娃 · 阿莱娜·赖霍娃 · 玛蒂尔达·希诺娃 · 博任娜·斯尔恩佐娃 · 薇拉·万丘罗娃 · 埃娃·维赫托娃                                           |
| 1956 墨尔本     | 苏联（URS） · Polina Astakhova · Lyudmila Yegorova · Lidia Kalinina · 拉里莎·拉特尼娜 · Tamara Manina · 索菲亚·穆拉托娃 | 匈牙利（HUN） · 克泰莱什·伊丽莎白 · 凯莱蒂·阿格奈什 · 凯尔泰斯·奥莉兹 · 科龙迪·毛尔吉特 · 陶什·欧尔高 · 博多·翁德赖奥 | 罗马尼亚（ROU） · 杰奥尔杰塔·胡尔穆扎基 · 索尼娅·约万 · 埃列娜·莱乌什泰亚努 · 埃列娜·默尔格里特 · 埃列娜·瑟克利奇 · 埃米莉亚·沃特绍尤                                                                 |
| 1960 罗马       | 苏联（URS） · Polina Astakhova · Lidia Ivanova · 拉里莎·拉特尼娜 · Tamara Lyukhina · 索菲亚·穆拉托娃 · Margarita Nikolaeva | 捷克斯洛伐克（TCH） · 埃娃·博萨科娃 · 薇拉·恰斯拉夫斯卡 · 玛蒂尔达·马陶什科娃-希诺娃 · 哈娜·鲁日奇科娃 · 卢德米拉·什韦多娃 · 阿道菲娜·塔乔娃                                                                                                | 罗马尼亚（ROU） · 阿塔纳西娅·约内斯库 · 索尼娅·约万 · 埃列娜·莱乌什泰亚努 · 埃列娜·默尔格里特 · 乌塔·波雷恰努 · 埃米莉亚·沃特绍尤                                                                     |
| 1964 东京       | 苏联（URS） · Polina Astakhova · Lyudmila Gromova · 拉里莎·拉特尼娜 · Tamara Manina · Elena Volchetskaya · Tamara Zamotailova | 捷克斯洛伐克（TCH） · 薇拉·恰斯拉夫斯卡 · 玛丽安娜·克拉伊奇罗娃 · 亚娜·库比奇科娃 · 哈娜·鲁日奇科娃 · 雅罗斯拉娃·塞德拉奇科娃 · 阿道菲娜·特卡齐科娃-塔乔娃                                                                                  | 日本（JPN） · 相原俊子 · 千叶吟子 · 池田敬子 · 中村多仁子 · 小野清子 · 辻宏子 |
| 1968 墨西哥城   | 苏联（URS） · Lyubov Burda · Olga Karaseva · Natalia Kuchinskaya · Larisa Petrik · Ludmilla Tourischeva · Zinaida Voronina | 捷克斯洛伐克（TCH） · 薇拉·恰斯拉夫斯卡 · 玛丽安娜·克拉伊奇罗娃 · 亚娜·库比奇科娃-波斯内罗娃 · 哈娜·利什科娃 · 博胡米拉·日姆纳乔娃 · 米罗斯拉娃·斯克莱尼奇科娃                                                                              | 东德（GDR） · 玛丽塔·鲍尔施米特 · 卡琳·扬茨 · 玛丽安娜·诺亚克 · 玛格达莱娜·施密特 · 乌特·施塔克 · Erika Zuchold                                                                                       |
| 1972 慕尼黑     | 苏联（URS） · Lyubov Burda · 奥莉加·科尔布特 · Antonina Koshel · Tamara Lazakovich · Elvira Saadi · Ludmilla Tourischeva | 东德（GDR） · 伊雷妮·阿贝尔 · 安格莉卡·黑尔曼 · 卡琳·扬茨 · 丽夏达·施迈瑟 · 克里斯蒂娜·施米特 · Erika Zuchold | 匈牙利（HUN） · 贝凯希·伊隆瑙 · 恰萨尔·莫妮考 · 凯莱门·玛尔陶 · 凯里·奥妮科 · 迈德韦茨基·克里斯蒂娜 · 纳吉·茹饶                                                                                       |
| 1976 蒙特利尔   | 苏联（URS） · Maria Filatova · Svetlana Grozdova · 涅丽·金 · 奥莉加·科尔布特 · Elvira Saadi · Ludmilla Tourischeva | 罗马尼亚（ROU） · 纳迪娅·科马内奇 · 玛丽安娜·康斯坦丁 · 杰奥尔杰塔·加博尔 · 安卡·格里戈拉什 · 加布里埃拉·特鲁什克 · 特奥多拉·温古雷亚努 | 东德（GDR） · 卡萝拉·东贝克 · 吉塔·埃舍尔 · 克斯廷·格绍 · 安格莉卡·黑尔曼 · 玛丽昂·基舍 · 施特菲·克雷克                                                                                               |
| 1980 莫斯科     | 苏联（URS） · Yelena Davydova · Maria Filatova · 涅丽·金 · Yelena Naimushina · Natalia Shaposhnikova · Stella Zakharova | 罗马尼亚（ROU） · 纳迪娅·科马内奇 · 罗迪卡·敦卡 · 埃米莉娅·埃贝莱 · 克里斯蒂娜·埃列娜·格里戈拉什 · 梅丽塔·吕恩 · 杜米特里察·图尔纳 | 东德（GDR） · 玛克西·格瑙克 · 西尔维娅·欣多夫 · 施特菲·克雷克 · 卡塔琳娜·伦施 · 卡萝拉·祖贝 · 比吉特·聚斯                                                                                             |
| 1984 洛杉矶     | 罗马尼亚（ROU） · 拉维尼娅·阿加凯 · 劳拉·库蒂纳 · 克里斯蒂娜·埃列娜·格里戈拉什 · 西蒙娜·珀乌克 · 米哈埃拉·斯特努莱茨 · 埃卡特琳娜·绍博 | 美国（USA） · Pamela Bileck · Michelle Dusserre · Kathy Johnson · Julianne McNamara · 瑪莉·盧·雷頓 · Tracee Talavera | 中国（CHN） · 陈永妍 · 黄群 · 马燕红 · 吴佳妮 · 周萍 · 周秋瑞 |
| 1988 汉城       | 苏联（URS） · Svetlana Baitova · 斯维特兰娜·博金斯卡娅 · Natalia Laschenova · Elena Shevchenko · Yelena Shushunova · Olga Strazheva | 罗马尼亚（ROU） · 奥雷利娅·多布雷 · 欧金尼娅·戈莱亚 · 切莱斯蒂娜·波帕 · 加布里埃拉·波托拉克 · 達妮艾拉·西莉華絲 · 卡梅利娅·沃伊内亚 | 东德（GDR） · 加布丽埃莱·芬里希 · 马丁娜·延奇 · 达格玛·克斯滕 · 乌尔丽克·克洛茨 · 贝蒂娜·席费德克 · 德尔特·蒂姆勒                                                                                     |
| 1992 巴塞罗那   | 独联体（EUN） · 斯维特兰娜·博金斯卡娅 · 奥克萨娜·丘索维金娜 · Rozalia Galiyeva · Elena Grudneva · 塔季扬娜·古楚 · Tatiana Lysenko | 罗马尼亚（ROU） · 克里斯蒂娜·邦塔什 · 吉娜·戈吉安 · 万达·赫德雷安 · 拉维尼娅·米洛绍维奇 · 玛丽亚·内库利策 · 米蕾拉·帕什卡 | 美国（USA） · Wendy Bruce · Dominique Dawes · Shannon Miller · Betty Okino · Kerri Strug · Kim Zmeskal                                                                                                |
| 1996 亚特兰大   | 美国（USA） · Amanda Borden · Amy Chow · Dominique Dawes · Shannon Miller · Dominique Moceanu · Jaycie Phelps · Kerri Strug | 俄罗斯（RUS） · Elena Dolgopolova · Rozalia Galiyeva · Elena Grosheva · 斯维特兰娜·霍尔金娜 · Dina Kochetkova · Yevgeniya Kuznetsova · Oksana Lyapina                                                                                       | 罗马尼亚（ROU） · 西蒙娜·阿默纳尔 · 吉娜·戈吉安 · 约内拉·洛阿耶什 · 亚历山德拉·马里内斯库 · 拉维尼娅·米洛绍维奇 · 米蕾拉·楚古尔兰                                                                     |
| 2000 悉尼       | 罗马尼亚（ROU） · 西蒙娜·阿默纳尔 · 洛雷达娜·博博克 · 安德烈娅·伊瑟雷斯库 · 玛丽亚·奥拉鲁 · 克劳迪娅·普雷瑟坎 · 安德烈娅·勒杜坎 | 俄罗斯（RUS） · Anna Chepeleva · Anastasiya Kolesnikova · 斯维特兰娜·霍尔金娜 · Yekaterina Lobaznyuk · Yelena Produnova · Elena Zamolodchikova                                                                                              | 美国（USA） · Amy Chow · Jamie Dantzscher · Dominique Dawes · Kristen Maloney · Elise Ray · Tasha Schwikert                                                                                           |
| 2004 雅典       | 罗马尼亚（ROU） · 瓦娜·巴恩 · 亚历山德拉·埃雷米亚 · 克特利娜·波诺尔 · 莫妮卡·羅舒 · 尼科莱塔·达妮埃拉·绍夫罗涅 · 西尔维娅·斯特罗埃斯库 | 美国（USA） · Mohini Bhardwaj · Annia Hatch · Terin Humphrey · Courtney Kupets · Courtney McCool · 卡莱·帕特森 | 俄罗斯（RUS） · Ludmila Ezhova · 斯维特兰娜·霍尔金娜 · Maria Krioutchkova · Anna Pavlova · Elena Zamolodchikova · Natalia Ziganshina                                                                  |
| 2008 北京       | 中国（CHN） · 程菲 · 邓琳琳 · 何可欣 · 江钰源 · 李珊珊 · 杨伊琳 | 美国（USA） · 肖恩·約翰遜 · 娜斯佳·柳金 · 切茜尔·梅默尔 · 萨曼莎·佩塞克 · 艾丽西亚·萨克拉莫内 · 布丽奇特·斯隆 | 罗马尼亚（ROU） · 安德烈娅·阿卡特里内伊 · 加布里埃拉·德勒戈伊 · 安德烈娅·格里戈雷 · 桑德拉·伊兹巴沙 · 斯泰利娅娜·尼斯托尔 · 安娜玛丽亚·塔米尔然                                                       |
| 2012 伦敦       | 美国（USA） · 加布丽埃勒·道格拉斯 · 麦凯拉·马罗尼 · 亚历山德拉·莱斯曼 · 凯拉·罗斯 · 乔婷·韦伯 | 俄罗斯（RUS） · 克谢尼娅·阿法纳西耶娃 · 安娜斯塔西娅·格里什娜 · 維多利亞·科莫娃 · 阿莉娅·穆斯塔芬娜 · 玛利亚·帕塞卡 | 罗马尼亚（ROU） · 迪亚娜·布利马尔 · 迪亚娜·凯拉鲁 · 拉里莎·约尔达凯 · 桑德拉·伊兹巴沙 · 克特利娜·波诺尔                                                                                               |
| 2016 里约热内卢 | 美国（USA） · 西蒙·拜爾斯 · 加布丽埃勒·道格拉斯 · 羅莉·埃爾南德斯 · 麦迪逊·科齐安 · 亚历山德拉·莱斯曼 | 俄罗斯（RUS） · 安格林娜·梅利尼科娃 · 阿莉娅·穆斯塔芬娜 · 玛利亚·帕塞卡 · 達莉亞·斯皮里多諾娃 · 谢达·图特哈良 | 中国（CHN） · 范憶琳 · 毛艺 · 商春松 · 谭佳薪 · 王妍 |
| 2020 东京       | 俄罗斯奥林匹克委员会（ROC） · 莉莉婭·阿哈伊莫娃 · 維多利亞·麗絲圖諾娃 · 安格林娜·梅利尼科娃 · 弗拉迪斯拉娃·烏拉佐娃 | 美国（USA） · 西蒙·拜爾斯 · 喬丹·切爾斯 · 蘇尼薩·李 · 葛莉絲·麥卡倫 | 英国（GBR） · 珍妮佛·加迪洛娃 · 潔西卡·加迪洛娃 · 愛麗絲·金塞拉 · 艾蜜莉·摩根 |
| 2024 巴黎       | 美国（USA） · 西蒙·拜爾斯 · 傑德·凱里 · 喬丹·切爾斯 · 蘇妮薩·李 · 赫兹莉·里韦拉 | 意大利（ITA） · 安杰拉·安德烈奥利 · 阿莉切·达马托 · 马妮拉·埃斯波西托 · 埃莉萨·约里奥 · 焦尔吉娅·维拉 | 巴西（BRA） · 麗貝卡·安得拉迪 · 杰德·巴尔博扎 · 洛拉娜·奥利韦拉 · 弗拉维娅·洛佩斯·萨赖瓦 · 茹利娅·苏亚雷斯                                                                                            |

注：中国队原本获得2000年夏季奥运会体操女子团体铜牌，后来由于该队其中一名成员董芳霄被查出在当时使用伪造年龄报名参赛，而她当时的实际年龄小于国际体操联合会规定的16岁，国际体操联合会决定取消中国队在团体项目所获奖牌，原第四名队伍美国队递补获得铜牌。

#### 平衡木
| 届数            | 金牌                                                                | 银牌                                                              | 铜牌                                                               |
| 1952 赫尔辛基   | 尼娜·博恰罗娃 · 苏联（URS）                                         | Maria Gorokhovskaya · 苏联（URS）                                 | 科龙迪·毛尔吉特 · 匈牙利（HUN）                                    |
| 1956 墨尔本     | 凯莱蒂·阿格奈什 · 匈牙利（HUN）                                     | 埃娃·博萨科娃 · 捷克斯洛伐克（TCH） · Tamara Manina · 苏联（URS） | 未颁发                                                             |
| 1960 罗马       | 埃娃·博萨科娃 · 捷克斯洛伐克（TCH）                                 | 拉里莎·拉特尼娜 · 苏联（URS）                                     | 索菲亚·穆拉托娃 · 苏联（URS）                                      |
| 1964 东京       | 薇拉·恰斯拉夫斯卡 · 捷克斯洛伐克（TCH）                             | Tamara Manina · 苏联（URS）                                       | 拉里莎·拉特尼娜 · 苏联（URS）                                      |
| 1968 墨西哥城   | Natalia Kuchinskaya · 苏联（URS）                                   | 薇拉·恰斯拉夫斯卡 · 捷克斯洛伐克（TCH）                           | Larisa Petrik · 苏联（URS）                                        |
| 1972 慕尼黑     | 奥莉加·科尔布特 · 苏联（URS）                                       | Tamara Lazakovich · 苏联（URS）                                   | 卡琳·扬茨 · 东德（GDR）                                            |
| 1976 蒙特利尔   | 纳迪娅·科马内奇 · 罗马尼亚（ROU）                                   | 奥莉加·科尔布特 · 苏联（URS）                                     | 特奥多拉·温古雷亚努 · 罗马尼亚（ROU）                              |
| 1980 莫斯科     | 纳迪娅·科马内奇 · 罗马尼亚（ROU）                                   | Yelena Davydova · 苏联（URS）                                     | Natalia Shaposhnikova · 苏联（URS）                                |
| 1984 洛杉矶     | 西蒙娜·珀乌克 · 罗马尼亚（ROU） · 埃卡特琳娜·绍博 · 罗马尼亚（ROU） | 未颁发                                                            | Kathy Johnson · 美国（USA）                                        |
| 1988 汉城       | 達妮艾拉·西莉華絲 · 罗马尼亚（ROU）                                 | Yelena Shushunova · 苏联（URS）                                   | Phoebe Mills · 美国（USA） · 加布里埃拉·波托拉克 · 罗马尼亚（ROU） |
| 1992 巴塞罗那   | Tatiana Lysenko · 独联体（EUN）                                     | 陸莉 · 中国（CHN） · Shannon Miller · 美国（USA）                 | 未颁发                                                             |
| 1996 亚特兰大   | Shannon Miller · 美国（USA）                                        | 莉莉婭·波德科帕耶娃 · 乌克兰（UKR）                               | 吉娜·戈吉安 · 罗马尼亚（ROU）                                      |
| 2000 悉尼       | 刘璇 · 中国（CHN）                                                  | Yekaterina Lobaznyuk · 俄罗斯（RUS）                              | Yelena Produnova · 俄罗斯（RUS）                                   |
| 2004 雅典       | 克特利娜·波诺尔 · 罗马尼亚（ROU）                                   | 卡莱·帕特森 · 美国（USA）                                         | 亚历山德拉·埃雷米亚 · 罗马尼亚（ROU）                              |
| 2008 北京       | 肖恩·約翰遜 · 美国（USA）                                           | 娜斯佳·柳金 · 美国（USA）                                         | 程菲 · 中国（CHN）                                                 |
| 2012 伦敦       | 邓琳琳 · 中国（CHN）                                                | 眭祿 · 中国（CHN）                                                | 亚历山德拉·莱斯曼 · 美国（USA）                                    |
| 2016 里约热内卢 | 桑内·韦弗斯 · 荷兰（NED）                                           | 羅莉·埃爾南德斯 · 美国（USA）                                     | 西蒙·拜爾斯 · 美国（USA）                                          |
| 2020 东京       | 管晨辰 · 中国（CHN）                                                | 唐茜靖 · 中国（CHN）                                              | 西蒙·拜爾斯 · 美国（USA）                                          |
| 2024 巴黎       | 阿莉切·達馬托 · 意大利（ITA）                                       | 周雅琴 · 中国（CHN）                                              | 馬妮拉·埃斯波西托 · 意大利（ITA）                                  |

#### 自由体操
| 届数            | 金牌                                                                  | 银牌                                         | 铜牌                                                                                               |
| 1952 赫尔辛基   | 凯莱蒂·阿格奈什 · 匈牙利（HUN）                                       | Maria Gorokhovskaya · 苏联（URS）            | 科龙迪·毛尔吉特 · 匈牙利（HUN）                                                                    |
| 1956 墨尔本     | 凯莱蒂·阿格奈什 · 匈牙利（HUN） · 拉里莎·拉特尼娜 · 苏联（URS）       | 未颁发                                       | 埃列娜·莱乌什泰亚努 · 罗马尼亚（ROU）                                                              |
| 1960 罗马       | 拉里莎·拉特尼娜 · 苏联（URS）                                         | Polina Astakhova · 苏联（URS）               | Tamara Lyukhina · 苏联（URS）                                                                      |
| 1964 东京       | 拉里莎·拉特尼娜 · 苏联（URS）                                         | Polina Astakhova · 苏联（URS）               | Anikó Ducza · 匈牙利（HUN）                                                                        |
| 1968 墨西哥城   | 薇拉·恰斯拉夫斯卡 · 捷克斯洛伐克（TCH） · Larisa Petrik · 苏联（URS） | 未颁发                                       | Natalia Kuchinskaya · 苏联（URS）                                                                  |
| 1972 慕尼黑     | 奥莉加·科尔布特 · 苏联（URS）                                         | Ludmilla Tourischeva · 苏联（URS）           | Tamara Lazakovich · 苏联（URS）                                                                    |
| 1976 蒙特利尔   | 涅丽·金 · 苏联（URS）                                                 | Ludmilla Tourischeva · 苏联（URS）           | 纳迪娅·科马内奇 · 罗马尼亚（ROU）                                                                  |
| 1980 莫斯科     | 纳迪娅·科马内奇 · 罗马尼亚（ROU） · 涅丽·金 · 苏联（URS）             | 未颁发                                       | 玛克西·格瑙克 · 东德（GDR） · Natalia Shaposhnikova · 苏联（URS）                                  |
| 1984 洛杉矶     | 埃卡特琳娜·绍博 · 罗马尼亚（ROU）                                     | Julianne McNamara · 美国（USA）              | 瑪莉·盧·雷頓 · 美国（USA）                                                                         |
| 1988 汉城       | 達妮艾拉·西莉華絲 · 罗马尼亚（ROU）                                   | 斯维特兰娜·博金斯卡娅 · 苏联（URS）          | Diana Dudeva · 保加利亚（BUL）                                                                     |
| 1992 巴塞罗那   | 拉维尼娅·米洛绍维奇 · 罗马尼亚（ROU）                                 | 欧诺迪·亨丽埃陶 · 匈牙利（HUN）              | 克里斯蒂娜·邦塔什 · 罗马尼亚（ROU） · 塔季扬娜·古楚 · 独联体（EUN） · Shannon Miller · 美国（USA） |
| 1996 亚特兰大   | 莉莉婭·波德科帕耶娃 · 乌克兰（UKR）                                   | 西蒙娜·阿默纳尔 · 罗马尼亚（ROU）            | Dominique Dawes · 美国（USA）                                                                      |
| 2000 悉尼       | Elena Zamolodchikova · 俄罗斯（RUS）                                  | 斯维特兰娜·霍尔金娜 · 俄罗斯（RUS）          | 西蒙娜·阿默纳尔 · 罗马尼亚（ROU）                                                                  |
| 2004 雅典       | 克特利娜·波诺尔 · 罗马尼亚（ROU）                                     | 尼科莱塔·达妮埃拉·绍夫罗涅 · 罗马尼亚（ROU） | 帕特里夏·莫雷诺 · 西班牙（ESP）                                                                    |
| 2008 北京       | 桑德拉·伊兹巴沙 · 罗马尼亚（ROU）                                     | 肖恩·約翰遜 · 美国（USA）                    | 娜斯佳·柳金 · 美国（USA）                                                                          |
| 2012 伦敦       | 亚历山德拉·莱斯曼 · 美国（USA）                                       | 克特利娜·波诺尔 · 罗马尼亚（ROM）            | 阿莉娅·穆斯塔芬娜 · 俄罗斯（RUS）                                                                  |
| 2016 里约热内卢 | 西蒙·拜爾斯 · 美国（USA）                                             | 亚历山德拉·莱斯曼 · 美国（USA）              | 埃米·廷克勒 · 英国（GBR）                                                                          |
| 2020 东京       | 杰德·凯里 · 美国（USA）                                               | 瓦内莎·费拉里 · 意大利（ITA）                | 村上茉愛 · 日本（JPN）安格林娜·梅利尼科娃 · 俄罗斯奥林匹克委员会（ROC）                            |
| 2024 巴黎       | 麗貝卡·安得拉迪 · 巴西（BRA）                                         | 西蒙·拜爾斯 · 美国（USA）                    | 喬丹·切爾斯 · 美国（USA）                                                                          |

#### 高低杠
| 届数            | 金牌                                                   | 银牌                                                        | 铜牌                                                                                       |
| 1952 赫尔辛基   | 科龙迪·毛尔吉特 · 匈牙利（HUN）                        | Maria Gorokhovskaya · 苏联（URS）                           | 凯莱蒂·阿格奈什 · 匈牙利（HUN）                                                            |
| 1956 墨尔本     | 凯莱蒂·阿格奈什 · 匈牙利（HUN）                        | 拉里莎·拉特尼娜 · 苏联（URS）                               | 索菲亚·穆拉托娃 · 苏联（URS）                                                              |
| 1960 罗马       | Polina Astakhova · 苏联（URS）                         | 拉里莎·拉特尼娜 · 苏联（URS）                               | Tamara Lyukhina · 苏联（URS）                                                              |
| 1964 东京       | Polina Astakhova · 苏联（URS）                         | Katalin Makray · 匈牙利（HUN）                              | 拉里莎·拉特尼娜 · 苏联（URS）                                                              |
| 1968 墨西哥城   | 薇拉·恰斯拉夫斯卡 · 捷克斯洛伐克（TCH）                | 卡琳·扬茨 · 东德（GDR）                                     | Zinaida Voronina · 苏联（URS）                                                             |
| 1972 慕尼黑     | 卡琳·扬茨 · 东德（GDR）                                | 奥莉加·科尔布特 · 苏联（URS） · Erika Zuchold · 东德（GDR） | 未颁发                                                                                     |
| 1976 蒙特利尔   | 纳迪娅·科马内奇 · 罗马尼亚（ROU）                      | 特奥多拉·温古雷亚努 · 罗马尼亚（ROU）                       | Marta Egervari · 匈牙利（HUN）                                                             |
| 1980 莫斯科     | 玛克西·格瑙克 · 东德（GDR）                            | 埃米莉娅·埃贝莱 · 罗马尼亚（ROU）                           | Maria Filatova · 苏联（URS） · 施特菲·克雷克 · 东德（GDR） · 梅丽塔·吕恩 · 罗马尼亚（ROU） |
| 1984 洛杉矶     | 马燕红 · 中国（CHN） · Julianne McNamara · 美国（USA） | 未颁发                                                      | 瑪莉·盧·雷頓 · 美国（USA）                                                                 |
| 1988 汉城       | 達妮艾拉·西莉華絲 · 罗马尼亚（ROU）                    | 达格玛·克斯滕 · 东德（GDR）                                 | Yelena Shushunova · 苏联（URS）                                                            |
| 1992 巴塞罗那   | 陸莉 · 中国（CHN）                                     | 塔季扬娜·古楚 · 独联体（EUN）                               | Shannon Miller · 美国（USA）                                                               |
| 1996 亚特兰大   | 斯维特兰娜·霍尔金娜 · 俄罗斯（RUS）                    | Amy Chow · 美国（USA） · 畢文靜 · 中国（CHN）               | 未颁发                                                                                     |
| 2000 悉尼       | 斯维特兰娜·霍尔金娜 · 俄罗斯（RUS）                    | 凌洁 · 中国（CHN）                                          | 杨云 · 中国（CHN）                                                                         |
| 2004 雅典       | 埃米莉·勒佩内克 · 法国（FRA）                          | Terin Humphrey · 美国（USA）                                | Courtney Kupets · 美国（USA）                                                              |
| 2008 北京       | 何可欣 · 中国（CHN）                                   | 娜斯佳·柳金 · 美国（USA）                                   | 杨伊琳 · 中国（CHN）                                                                       |
| 2012 伦敦       | 阿莉娅·穆斯塔芬娜 · 俄罗斯（RUS）                      | 何可欣 · 中国（CHN）                                        | Beth Tweddle · 英国（GBR）                                                                 |
| 2016 里约热内卢 | 阿莉娅·穆斯塔芬娜 · 俄罗斯（RUS）                      | 麦迪逊·科齐安 · 美国（USA）                                 | 索菲·舍德尔 · 德国（GER）                                                                  |
| 2020 东京       | 妮娜·德瓦尔 · 比利时（BEL）                            | 阿納斯塔西婭·伊利揚科娃 · 俄罗斯奥林匹克委员会（ROC）       | 蘇尼薩·李 · 美国（USA）                                                                    |
| 2024 巴黎       | 凯利娅·内穆尔 · 阿尔及利亚（ALG）                      | 邱祺缘 · 中国（CHN）                                        | 蘇尼薩·李 · 美国（USA）                                                                    |

#### 跳马
| 届数            | 金牌                                                                    | 银牌                                                              | 铜牌                                                       |
| 1952 赫尔辛基   | Ekaterina Kalinchuk · 苏联（URS）                                       | Maria Gorokhovskaya · 苏联（URS）                                 | Galina Minaicheva · 苏联（URS）                            |
| 1956 墨尔本     | 拉里莎·拉特尼娜 · 苏联（URS）                                           | Tamara Manina · 苏联（URS）                                       | 陶什·欧尔高 · 匈牙利（HUN） · 安-索菲·彼得松 · 瑞典（SWE） |
| 1960 罗马       | Margarita Nikolaeva · 苏联（URS）                                       | 索菲亚·穆拉托娃 · 苏联（URS）                                     | 拉里莎·拉特尼娜 · 苏联（URS）                              |
| 1964 东京       | 薇拉·恰斯拉夫斯卡 · 捷克斯洛伐克（TCH）                                 | 拉里莎·拉特尼娜 · 苏联（URS） · Birgit Radochla · 德国联队（EUA） | 未颁发                                                     |
| 1968 墨西哥城   | 薇拉·恰斯拉夫斯卡 · 捷克斯洛伐克（TCH）                                 | Erika Zuchold · 东德（GDR）                                       | Zinaida Voronina · 苏联（URS）                             |
| 1972 慕尼黑     | 卡琳·扬茨 · 东德（GDR）                                                 | Erika Zuchold · 东德（GDR）                                       | Ludmilla Tourischeva · 苏联（URS）                         |
| 1976 蒙特利尔   | 涅丽·金 · 苏联（URS）                                                   | 卡萝拉·东贝克 · 东德（GDR） · Ludmilla Tourischeva · 苏联（URS）  | 未颁发                                                     |
| 1980 莫斯科     | Natalia Shaposhnikova · 苏联（URS）                                     | 施特菲·克雷克 · 东德（GDR）                                       | 梅丽塔·吕恩 · 罗马尼亚（ROU）                              |
| 1984 洛杉矶     | 埃卡特琳娜·绍博 · 罗马尼亚（ROU）                                       | 瑪莉·盧·雷頓 · 美国（USA）                                        | 拉维尼娅·阿加凯 · 罗马尼亚（ROU）                          |
| 1988 汉城       | 斯维特兰娜·博金斯卡娅 · 苏联（URS）                                     | 加布里埃拉·波托拉克 · 罗马尼亚（ROU）                             | 達妮艾拉·西莉華絲 · 罗马尼亚（ROU）                        |
| 1992 巴塞罗那   | 拉维尼娅·米洛绍维奇 · 罗马尼亚（ROU） · 欧诺迪·亨丽埃陶 · 匈牙利（HUN） | 未颁发                                                            | Tatiana Lysenko · 独联体（EUN）                            |
| 1996 亚特兰大   | 西蒙娜·阿默纳尔 · 罗马尼亚（ROU）                                       | 莫慧兰 · 中国（CHN）                                              | 吉娜·戈吉安 · 罗马尼亚（ROU）                              |
| 2000 悉尼       | Elena Zamolodchikova · 俄罗斯（RUS）                                    | 安德烈娅·勒杜坎 · 罗马尼亚（ROU）                                 | Yekaterina Lobaznyuk · 俄罗斯（RUS）                       |
| 2004 雅典       | 莫妮卡·羅舒 · 罗马尼亚（ROU）                                           | Annia Hatch · 美国（USA）                                         | Anna Pavlova · 俄罗斯（RUS）                               |
| 2008 北京       | 洪恩情 · 朝鲜（PRK）                                                    | 奥克萨娜·丘索维金娜 · 德国（GER）                                 | 程菲 · 中国（CHN）                                         |
| 2012 伦敦       | 桑德拉·伊兹巴沙 · 罗马尼亚（ROU）                                       | 麦凯拉·马罗尼 · 美国（USA）                                       | 玛利亚·帕塞卡 · 俄罗斯（RUS）                              |
| 2016 里约热内卢 | 西蒙·拜爾斯 · 美国（USA）                                               | 玛利亚·帕塞卡 · 俄罗斯（RUS）                                     | 姬莉亞·斯泰因博格 · 瑞士（SUI）                            |
| 2020 东京       | 麗貝卡·安得拉迪 · 巴西（BRA）                                           | 麦凯拉·斯金内尔 · 美国（USA）                                     | 吕书晶 · 韩国（KOR）                                       |
| 2024 巴黎       | 西蒙·拜爾斯 · 美国（USA）                                               | 麗貝卡·安得拉迪 · 巴西（BRA）                                     | 傑德·凱里 · 美国（USA）                                    |

### 取消举办项目

#### 团体便携式器械
| 届数          | 金牌 | 银牌 | 铜牌 |
| 1952 赫尔辛基 | 瑞典（SWE） · 埃维·贝里格伦 · 万尼娅·布隆贝里 · 卡琳·林德贝里 · 约迪斯·努丁 · 安-索菲·彼得松 · 约塔·彼得松 · 贡·勒林 · 英丽德·桑达尔 | 苏联（URS） · 尼娜·博恰罗娃 · Pelageva Danilova · Maria Gorokhovskaya · Medeya Jugeli · Ekaterina Kalinchuk · Galina Minaicheva · Galina Shamrai · Galina Urbanovich | 匈牙利（HUN） · 博多·翁德赖奥 · 考尔契奇·伊伦 · 克泰莱什·伊丽莎白 · 凯莱蒂·阿格奈什 · 科龙迪·毛尔吉特 · 克维·玛丽尧 · 瓦沙尔海伊·埃迪特 · 陶什·欧尔高 |
| 1956 墨尔本   | 匈牙利（HUN） · 克泰莱什·伊丽莎白 · 凯莱蒂·阿格奈什 · 凯尔泰斯·奥莉兹 · 科龙迪·毛尔吉特 · 陶什·欧尔高 · 博多·翁德赖奥                | 瑞典（SWE） · 埃维·贝里格伦 · 多丽丝·赫德贝里 · 毛德·卡伦 · 卡琳·林德贝里 · 安-索菲·彼得松 · 埃娃·伦斯特伦                                                           | 波兰（POL） · 多萝塔·霍尔佐内克-约凯尔 · 纳塔利娅·科特 · 达努塔·诺瓦克-斯塔霍夫 · 海伦娜·拉科奇 · 利迪娅·什切尔宾斯卡 · 芭尔芭拉·维尔克-希利佐夫斯卡  |
| 1956 墨尔本   | 匈牙利（HUN） · 克泰莱什·伊丽莎白 · 凯莱蒂·阿格奈什 · 凯尔泰斯·奥莉兹 · 科龙迪·毛尔吉特 · 陶什·欧尔高 · 博多·翁德赖奥                | 瑞典（SWE） · 埃维·贝里格伦 · 多丽丝·赫德贝里 · 毛德·卡伦 · 卡琳·林德贝里 · 安-索菲·彼得松 · 埃娃·伦斯特伦                                                           | 苏联（URS） · Polina Astakhova · Lyudmila Yegorova · Lidia Kalinina · 拉里莎·拉特尼娜 · Tamara Manina · 索菲亚·穆拉托娃                               |

## 艺术体操

### 个人全能
| 届数            | 金牌                                  | 银牌                                        | 铜牌                                |
| 1984 洛杉矶     | 冯黎明 · 加拿大（CAN）                | 多依娜·斯特伊库列斯库 · 罗马尼亚（ROU）     | 雷吉娜·韦伯 · 西德（FRG）           |
| 1988 汉城       | Marina Lobatch · 苏联（URS）          | Adriana Dunavska · 保加利亚（BUL）          | Olexandra Tymoshenko · 苏联（URS）  |
| 1992 巴塞罗那   | Olexandra Tymoshenko · 独联体（EUN）  | 卡罗琳娜·帕斯夸尔 · 西班牙（ESP）           | Oxana Skaldina · 独联体（EUN）      |
| 1996 亚特兰大   | Kateryna Serebrianska · 乌克兰（UKR） | Yanina Batyrchina · 俄罗斯（RUS）           | Olena Vitrychenko · 乌克兰（UKR）   |
| 2000 悉尼       | Yulia Barsukova · 俄罗斯（RUS）       | Yulia Raskina · 白俄罗斯（BLR）             | 阿林娜·卡巴耶娃 · 俄罗斯（RUS）     |
| 2004 雅典       | 阿林娜·卡巴耶娃 · 俄罗斯（RUS）       | 伊琳娜·恰奇娜 · 俄罗斯（RUS）               | 安娜·貝索諾娃 · 乌克兰（UKR）       |
| 2008 北京       | 葉夫根尼婭·卡納耶娃 · 俄罗斯（RUS）   | Inna Zhukova · 白俄罗斯（BLR）              | 安娜·貝索諾娃 · 乌克兰（UKR）       |
| 2012 伦敦       | 葉夫根尼婭·卡納耶娃 · 俄罗斯（RUS）   | 戴莉亞·迪米崔耶娃 · 俄罗斯（RUS）           | 莉寶·查卡辛娜 · 白俄罗斯（BLR）     |
| 2016 里约热内卢 | 玛加丽塔·马蒙 · 俄罗斯（RUS）         | 雅娜·庫德亞特賽娃 · 俄罗斯（RUS）           | Ganna Rizatdinova · 乌克兰（UKR）   |
| 2020 东京       | 利諾伊·阿什拉姆 · 以色列（ISR）       | 迪娜·阿維林娜 · 俄罗斯奥林匹克委员会（ROC） | 阿麗娜·戈爾諾西科 · 白俄罗斯（BLR） |

### 团体全能
| 届数            | 金牌 | 银牌 | 铜牌 |
| 1996 亚特兰大   | 西班牙（ESP） · 玛尔塔·巴尔多 · 努里娅·卡瓦尼利亚斯 · 埃丝特拉·希门尼斯 · Lorena Guréndez · 塔尼娅·拉马尔卡 · Estíbaliz Martínez           | 保加利亚（BUL） · Ina Deltcheva · Valentina Kevlian · Maria Koleva · Maja Tabakova · Ivelina Taleva · Vjara Vatachka                        | 俄罗斯（RUS） · Yevgeniya Bochkaryova · Irina Dzyuba · Yuliya Ivanova · Yelena Krivoshey · Olga Shtyrenko · Angelina Yushkova         |
| 2000 悉尼       | 俄罗斯（RUS） · Irina Belova · 纳塔利娅·拉夫罗娃 · Mariya Netesova · Yelena Shalamova · Vera Shimanskaya · Irina Zilber                    | 白俄罗斯（BLR） · Tatyana Ananko · Tatyana Belan · Anna Glazkova · Irina Ilyenkova · Maria Lazuk · Olga Puzhevich                           | 希腊（GRE） · Eirini Aindili · Evangelia Christodoulou · Maria Georgatou · Zacharoula Karyami · Charikleia Pantazi · Anna Pollatou    |
| 2004 雅典       | 俄罗斯（RUS） · Olesya Belugina · Olga Glatskikh · Tatiana Kurbakova · 纳塔利娅·拉夫罗娃 · Elena Murzina · Yelena Posevina                 | 意大利（ITA） · 埃莉萨·布兰基 · 法布里齐娅·多塔维奥 · 马里内拉·法尔卡 · 达妮埃拉·马塞罗尼 · 埃莉萨·圣托尼 · 劳拉·韦尔尼齐                   | 保加利亚（BUL） · Eleonora Kezhova · Zhaneta Ilieva · Zornitsa Marinova · Kristina Ranguelova · Galina Tancheva · Vladislava Tancheva |
| 2008 北京       | 俄罗斯（RUS） · Margarita Aliychuk · Anna Gavrilenko · Tatiana Gorbunova · Yelena Posevina · Daria Shkurikhina · Natalia Zuyeva            | 中国（CHN） · 蔡彤彤 · 侴陶 · 吕远洋 · 隋剑爽 · 孙丹 · 章硕                                                                                 | 白俄罗斯（BLR） · Olesya Babushkina · Anastasia Ivankova · Zinaida Lunina · Glafira Martinovich · Ksenia Sankovich · Alina Tumilovich |
| 2012 伦敦       | 俄罗斯（RUS） · 阿纳斯塔西娅·布利兹纽克 · Uliana Donskova · Ksenia Dudkina · Alina Makarenko · Anastasia Nazarenko · Karolina Sevastyanova | 白俄罗斯（BLR） · Maryna Hancharova · Anastasia Ivankova · Nataliya Leshchyk · Aliaksandra Narkevich · Ksenia Sankovich · Alina Tumilovich  | 意大利（ITA） · 埃莉萨·布兰基 · 罗米娜·劳里托 · 玛尔塔·帕尼尼 · 埃莉萨·圣托尼 · 安热莉卡·萨夫拉尤克 · 安德烈娅·斯特凡内斯库           |
| 2016 里约热内卢 | 俄罗斯（RUS） · Vera Biryukova · 阿纳斯塔西娅·布利兹纽克 · 阿纳斯塔西娅·马克西莫娃 · 阿纳斯塔西娅·塔塔列娃 · 玛丽亚·托尔卡切娃             | 西班牙（ESP） · 桑德拉·阿吉拉尔 · Artemi Gavezou · 埃莱娜·洛佩斯 · 洛德丝·莫埃达诺 · 亚历杭德拉·克雷达                                      | 保加利亚（BUL） · Reneta Kamberova · Lyubomira Kazanova · Mihaela Maevska-Velichkova · Tsvetelina Naydenova · Hristiana Todorova      |
| 2020 东京       | 保加利亚（BUL） · 西蒙娜·迪扬科娃 · 斯特凡妮·基里亚科娃 · 玛德伦·拉杜卡诺娃 · 劳拉·特拉茨 · 埃丽卡·扎菲罗娃                                | 俄罗斯奥林匹克委员会（ROC） · 阿纳斯塔西娅·布利兹纽克 · 阿纳斯塔西娅·马克西莫娃 · 安格林娜·什卡托娃 · 阿纳斯塔西娅·塔塔列娃 · 阿莉萨·季先科 | 意大利（ITA） · 马丁娜·琴托凡蒂 · 阿涅塞·杜兰蒂 · 阿莱西娅·毛雷利 · 达妮埃拉·莫古雷安 · 马丁娜·圣安德烈亚                             |

## 蹦床

### 个人
| 届数            | 金牌                             | 银牌                            | 铜牌                        |
| 2000 悉尼       | Irina Karavayeva · 俄罗斯（RUS） | Oxana Tsyhuleva · 乌克兰（UKR） | 卡伦·科伯恩 · 加拿大（CAN） |
| 2004 雅典       | Anna Dogonadze · 德国（GER）     | 卡伦·科伯恩 · 加拿大（CAN）     | 黄珊汕 · 中国（CHN）        |
| 2008 北京       | 何雯娜 · 中国（CHN）             | 卡伦·科伯恩 · 加拿大（CAN）     | Ekaterina Khilko · （UZB）  |
| 2012 伦敦       | 罗西·麦克琳南 · 加拿大（CAN）    | 黄珊汕 · 中国（CHN）            | 何雯娜 · 中国（CHN）        |
| 2016 里约热内卢 | 罗西·麦克琳南 · 加拿大（CAN）    | 布里奧尼·佩吉 · 英国（GBR）     | 李丹 · 中国（CHN）          |
| 2020 东京       | 朱雪莹 · 中国（CHN）             | 刘灵玲 · 中国（CHN）            | 布里奧尼·佩吉 · 英国（GBR） |